# Tefsir miński
Tefsir miński – manuskrypt tatarski z 1686 r., manuskrypt zawierający tekst Koranu z jego podwierszowym przekładem na język polski, uzupełniony o warstwę egzegetyczną. W dokumencie pierwsze sury zapisano po turecku, a od dziewiętnastej sury stosowany jest zapis polski z użyciem alfabetu arabskiego.
W 2017 r. Centrum Badań Kitabistycznych przy Wydziale Filologicznym UMK przebadało tefsir miński i ustaliło, że zawiera on pierwsze tłumaczenie Koranu na język polski i trzecie tłumaczenie na język europejski. Wcześniej obecność tłumaczenia polskojęzycznego nie była znana ze względu na zastosowanie pisma arabskiego i zastosowanie nazwy tefsir, które zazwyczaj oznaczają komentarze do Koranu, a nie jego tłumaczenia. Autorzy dokumentu użyli tej nazwy, ponieważ w islamie obowiązuje zakaz tłumaczenia Koranu.